# Yuri A. Barbanel
Yuri Abramovich Barbanel (em russo:  Юрий Абрамович Барбанель; Leningrado, 8 de abril de 1935 — São Petersburgo, 2 de agosto de 2016) foi um químico russo. Obteve o título de Master of Science em química na Universidade Estatal A. A. Zhdanov Leningrad, agora chamada de Universidade Estatal de São Petersburgo, em 1958. Em 1964, obteve seu Ph.D e em 1991 seu D.Sc. Barbanel foi um cientista no ramo da radioquímica fundamental da V.G. Khlopin Instituto Radium localizada em São Petersburgo. Seus interesses de pesquisa incluem espectros óticos induzidos por radioluminescência e química de coordenação dos actinídeos, além de espectros de absorção dos actinídeos em sais fundidos.
Com a transferência de poder na União Soviética à Mikhail Gorbachev em 1985 e a implementação de suas novas políticas, mudou-se com a sua família para Indianápolis em 12 de Abril de 1988. Em 1990 foi promovido ao posto de Professor Titular do Departamento de Ciências Matemáticas IUPUI, permanecendo por um período de seis anos até 1999. 
Neste mesmo ano, foi para o departamento de Pós-Graduação como o diretor, trabalhando para melhorar o ambiente de aprendizagem dos alunos de pós-graduação. Pouco depois da sua chegada na Universidade de Indiana, ele uniu-se com Professores Roko Aliprantis e Owen Burkinshaw e, juntos fundaram a principal escola de matemática do mundo em redes de Banach. Este grupo publicou muitos artigos científicos em revistas de investigação matemática. Colaborou com muitos cientistas de diversos países do mundo todo, incluindo China, França, Alemanha, Grécia, Irlanda, Itália, Japão, Polônia, Espanha, Países Baixos e Rússia. As contribuições de Yuri para a matemática são de valor duradouro e o seu nome já foi associado com muitas descobertas científicas importantes. Em julho de 1999, Yuri Abramovich foi diagnosticado com câncer, mas ele manteve todo o foco nas suas atividades. Ele continuou com as atividades de ensino e pesquisa, completando cinco novos papéis e numerosos comentários matemáticos.  
Ele prosseguiu ainda, com a formação e a orientação dos seus dois estudantes de Ph.D. e estava feliz em vê-los em sua graduação.Yuri A. Abramovich morreu no dia 5 de fevereiro de 2003 com 57 anos de idade, após uma batalha de quatro anos contra o câncer, a sua morte prematura deixou muitas pessoas tristes. 
Ele deixa não apenas à sua família, a qual dedicou a sua vida inteiramente, mas aos amigos mais próximos e colegas, como também à muitos alunos, matemáticos e cientistas de todo o mundo, os quais dedicava seu tempo, imbuído no avanço do conhecimento científico global. Yuri deixou a sua esposa Alla e suas duas filhas, Júlia e Jane. 